# Veratrum maackii
Veratrum maackii là một loài thực vật có hoa trong họ Melanthiaceae. Loài này được Regel miêu tả khoa học đầu tiên năm 1861.